# Număr figurativ

Primele patru numere hexagonale - exemple de numere figurative

Un număr figurativ este un număr care se construiește pe baza dispunerii regulate în plan sau în spațiu a unor puncte situate la distanțe egale,  astfel încât să se obțină o figură geometrică regulată. În plan, figura geometrică regulată poate fi un triunghi echilateral, un pătrat, un pentagon regulat  etc și în spațiu un tetraedru, un cub etc.
Exemple de numere figurative: numere triunghiulare, numere platoniciene etc.
Pentru cele cinci solide platoniciene se obțin numerele tetraedrice, octaedrice, cubice, icosaedrice și dodecaedrice.